# Liste der Bodendenkmale in Klipphausen
In der Liste der Bodendenkmale in Klipphausen sind die Bodendenkmale der Gemeinde Klipphausen und ihrer Ortsteile nach dem Stand der Auflistung von Harald Quietzsch und Heinz Jacob aus dem Jahr 1982 aufgelistet. Eventuelle Änderungen und Ergänzungen, insbesondere aus der Zeit nach der Wende, sind nicht berücksichtigt, da für Sachsen aktuell keine neueren allgemein zugänglichen Bodendenkmallisten vorliegen. Die Baudenkmale sind in der Liste der Kulturdenkmale in Klipphausen aufgeführt.
| Denkmal-ID | Fundart            | Ortsteil       | Bezeichnung               | Zeitstellung    | Lage                                                                  | Bemerkungen | Bild |
| ---------- | ------------------ | -------------- | ------------------------- | --------------- | --------------------------------------------------------------------- | --- | ---- |
| ?          | Befestigung > Burg | Batzdorf       | Wehranlage                | Mittelalter     | westnordwestlicher Ortsrand                                           | in mäßig befestigter Lage, durch Schloss überbaut                                                                                                  |      |
| ?          | besonderer Stein   | Bockwen        | Steinkreuz                | Spätmittelalter | südsüdöstlich des Orts, nordöstlich am Weg nach Reichenbach           | Schutz seit 20. Dezember 1972 |      |
| ?          | Befestigung > Burg | Groitzsch      | Wehranlage?               | Mittelalter     | westlicher Ortsrand, nördlich über dem Bach und dem Steinbruch        | leichte Spornlage, abgetrennt durch haldenartigen Sichelwall, Schutz seit 21. November 1935, erneuert 9. Oktober 1957                              |      |
| ?          | Befestigung > Burg | Kettewitz      | Wallanlage „Jockischberg“ | Slawenzeit      | westlicher Ortsrand, nördlich über dem Bach und dem Steinbruch        | teilweise verebneter Ringwall auf Hochplateau, Vorgraben erkennbar, Schutz seit 21. Februar 1936, erneuert 9. Oktober 1957                         |      |
| ?          | Befestigung > Burg | Kleinschönberg | Turmhügelburg             | Mittelalter     | westlich des Orts, Bergsporn östlich über der Wilden Sau              | Turmhügel in Spornlage mit umlaufendem Graben und Abschnittsbefestigung durch Wall und Graben, Schutz seit 13. Juli 1936, erneuert 18. Januar 1973 |      |
| ?          | Befestigung > Burg | Robschütz      | Wehranlage                | Mittelalter     | westlicher Ortsrand, Bergsporn über der Triebisch                     | Befestigung in Spornlage mit Abschnittsgraben und sichelförmigem Wall, Schutz seit 21. Februar 1936, erneuert 9. Oktober 1957                      |      |
| ?          | besonderer Stein   | Röhrsdorf      | Steinkreuz                | Spätmittelalter | im Ort, vor der östlichen äußeren Kirchhofsmauer                      | Schutz seit 20. Dezember 1972 |      |
| ?          | Befestigung > Burg | Rothschönberg  | Wehranlage                | Mittelalter     | westlicher Ortsrand, nördlicher Gutsbereich, Schlosskomplex           | mäßig befestigte Kantenlage, durch Schloss überbaut und verändert                                                                                  |      |
| ?          | Befestigung > Burg | Scharfenberg   | Wehranlage                | Mittelalter     | nordöstliche Ortslage, Bergsporn am Elbtalrand, Bereich des Schlosses | Abschnittsbefestigung in Spornlage, durch Schloss überbaut und erweitert, Schutz seit 20. Dezember 1972                                            |      |
| ?          | Befestigung > Burg | Tanneberg      | Wehranlage                | Mittelalter     | im Ort, nordwestlicher Gutsbereich                                    | Kleiner Geländesporn in Talnische mit Grabenrest, durch Herrenhaus überbaut                                                                        |      |